# Najem przymusowy
Najem przymusowy – w okresie feudalizmu rodzaj pańszczyzny, zwany także narzutem lub narzutką. W  Królestwie Polskim zniesiony 7 czerwca 1846 roku ukazem czerwcowym cara Mikołaja I Romanowa.
Z najmu przymusowego feudał korzystał przede wszystkim w okresie nawału prac rolnych, a praca wykonywana przez chłopa  w majątku ziemskim (folwarku) opłacana była przez właściciela ziemskiego poniżej ceny najmu wolnego. Zdarzały się przypadki, iż pracownik zatrudniony w ramach najmu wolnego otrzymywał za dniówkę zapłatę w wysokości 15–24 grosze, a chłop wykonujący taką samą pracę w ramach najmu przymusowego otrzymywał za dniówkę zapłatę wynoszącą ledwie 2–3 grosze. 
Po powstaniu listopadowym w województwie krakowskim za dzień ciężkiej pracy chłop otrzymywał 6 groszy, okazuje się, że w tym czasie rząd na utrzymanie więźnia przeznaczał wyższą kwotę. W dobrach narodowych najem przymusowy został zniesiony razem z daremszczyznami rozporządzeniem Izby Administracyjnej Dóbr Koronnych z 8 kwietnia 1817 roku, natomiast we wsiach dóbr prywatnych (szlacheckich i kościelnych) przetrwał dłużej i był pilnie egzekwowany. Przykładowo, komornice w Małopolsce za pracę wykonywaną w ramach najmu przymusowego otrzymywały od plebanii 15 groszy w lecie i 10 groszy w zimie.
Pomimo zniesienia najmu przymusowego, jeszcze przez wiele lat środowiska feudałów domagały się jego przywrócenia, czyli zmuszenia chłopów do pracy w należących do nich majątkach feudalnych za zaniżaną odgórnie zapłatę.